# Magdalena Maleewa
Magdalena Georgiewa Maleewa, po mężu Nokowa (bułg. Магдалена Георгиева Малеева; ur. 1 kwietnia 1975 w Sofii) – bułgarska tenisistka, mistrzyni US Open z 1990 roku w grze pojedynczej dziewcząt.
Profesjonalną karierę rozpoczęła w 1989 roku, a zakończyła w październiku 2005 turniejem w Zurychu.
Ogółem wygrała 10 turniejów WTA w grze pojedynczej i 4 w grze podwójnej. W styczniu 1996 była przez tydzień notowana na 4. miejscu rankingu WTA. Tenisistkami są również jej siostry, Katerina i Manuela. Wszystkie były trenowane przez matkę, Julię Berberjan i wszystkim udawało się wejść do czołowej dziesiątki rankingu światowego.
W lipcu 2004 roku została żoną Ljubomira Nokowa. 27 czerwca 2007 Magdalena Maleewa urodziła swoją pierwszą córkę, Julię.

## Kariera tenisowa

### Pierwszy rok w zawodowym tenisie (1989)
| Pierwszy mecz zawodowy Magdalena Maleewa – Anna Foldenyi 6:3 6:0 Bari, 9 kwietnia 1989 |

Swój pierwszy zawodowy turniej nieomal by wygrała. Jako 14-latka uległa w finale turnieju ITF w Bari Niemce Evie-Marii Schuerhoff, ale urwała jej seta i ogólnie zaprezentowała się z bardzo dobrej strony. Wynik finału 2:6, 6:1, 7:6(5).
Później wzięła udział w dwóch innych turniejach ITF w Palermo i Casercie, gdzie osiągnęła odpowiednio półfinał i drugą rundę. W Casercie uległa Polce – Katarzynie Nowak, dla której było to jedno z największych zwycięstw w karierze.
W kolejnych turniejach – European Open, French Open i imprezie WTA w Arhachonie odpadała w pierwszych rundach eliminacji. W Szwajcarii przegrała z Niemką Sabine Hack, w Paryżu z Brazylijką Luciana Corsato-Owsianka, a podczas turnieju w USA z Włoszką Barbarą Romano.
23 lipca 1989 roku po przegranej w trzeciej rundzie eliminacji do Belgian Open, występując jako szczęśliwa przegrana zadebiutowała w cyklu WTA. W pierwszej rundzie pokonała turniejową 5. Brazylijkę Neige Dias. Uległa Leonie Laskovej (6:4, 6:0).
Wystartowała w turnieju IV kategorii w United Jersey (Nowy Jork). W pierwszej rundzie trafiła na będącą wówczas na szesnastej pozycji w rankingu Czeszkę Hanę Mandlíkovą, z którą przegrała w dwóch setach do czterech i dwóch.
Do końca roku przegrała jeszcze w pierwszej rundzie eliminacji do US Open (porażka z Kimberly Po i turnieju piątej kategorii w Arizonie (z Nicole Bradtke). Sezon zakończyła na 211 miejscu na świecie.

### Śladem sióstr (1990)
Na początku roku wystartowała w kwalifikacjach do Australian Open. W pierwszej rundzie pokonała Elizabeth Minter (6:3, 6:4). W drugiej rundzie rozegrała dramatyczny mecz z Angélicą Gavaldón. Pierwszego seta wygrała do czterech. W drugim prowadziła 4:1 i serwowała po czym przegrała kolejne 5 gemów i ostatecznie mecz wynikiem 4:6, 6:4, 6:2.
Na początku lutego wystartowała w turnieju Fernleaf Classic w Nowej Zelandii. Bez straty seta przeszła eliminacje (pokonała w nich m.in. Naoko Sawamatsu. W pierwszej rundzie pokonała Rennae Stubbs 6:2, 6:2. Później rozstawioną z 8. Luise Field (7:5, 3:6, 6:1). W ćwierćfinale poległa znakomitej Belgijce Sabine Appelmans. Awansowała na 158. miejsce WTA.
Po tournée po Australii Bułgarka wystartowała w dwóch turniejach ITF we Francji, w obu odpadała po przegranych z niżej sklasyfikowanymi rywalkami w pierwszych rundach.
Poleciała do Japonii na turniej Suntory Japan. W pierwszej rundzie eliminacji pokonała Kathy Jordan (6:3, 6:3). W drugiej uległa Clarke Wood w niezwykle zaciętym meczu dwukrotnie do sześciu.
Podczas imprezy w Singapurze przegrała w drugiej rundzie z Marianne Werdel 5:7, 6:0, 6:0.
20 maja wystartowała w turnieju I kat. Berlin Open. Z trudem przeszła eliminacje (w II r. zacięty bój z Tine Larsen (3:6, 6:2, 7:5). W pierwszej rundzie pokonała Andreę Temesvári do dwóch i do jednego. W drugiej rundzie rozstawioną z „13” Helen Kelesi, która skreczowała przy stanie 0:6 dla Maleewej. Dotarła do 3 rundy gdzie już czekała potężna Monica Seles, zajmująca wówczas 3. miejsce w rankingu (za Graf i Navrátilovą). Magdalena przegrała do 3 i do 2. Awansowała na 128. miejsce w rankingu.
| Debiut w Wielkim Szlemie Magdalena Maleewa – Florencia Labat 6:7(3), 6:4, 6:3 French Open, 1990 |

Wygrała 3 mecze kwalifikacji do wielkoszlemowego French Open, nie tracąc nawet seta. W pierwszej rundzie podczas dramatycznego meczu pokonała Florencie Labat (6:7(3), 6:4, 6:3), a drugiej Reginę Kordovą (6:2, 6:3). W trzeciej rundzie uległa rozstawionej z szesnastką Laurze Arrayi (1:6, 3:6). Po tym turnieju była 111 rakietą na świecie.
Występ w Wimbledonie zaczęła na zwycięstwie w pierwszym meczu ze Szwedką Catariną Lindqvist, a zakończyła na drugiej rundzie po porażce z Robin White 4:6, 7:5, 6:4.
5 sierpnia zadebiutowała w Canadian Open. W pierwszej rundzie pokonała Kathy Jordan do 4 i do 3. W drugiej trafiła na swoją najstarszą siostrę, rozstawioną z 4 Manuelę Maleewą. Skreczowała przy stanie 1:4. Awansowała na 90. miejsce WTA.
Podczas US Open już w pierwszej rundzie trafiła na drugą z sióstr Katerinę Maleewą – turniejowy nr 7 – przegrała 6:3, 6:1.
Wystąpiła potem w Tokio. W pierwszej rundzie rozgromiła Kumiko Okamoto (6:3, 6:4). W drugiej rundzie trafiła na nr 6 Jennifer Capriati. Przegrała 2:6, 4:6.
Do końca roku grała jeszcze w Moskwie i Brighton. Przegrywała w drugich rundach. Odpowiednio z Indyjką Leilą Maskhi (2:6, 1:6) i Czeszką Heleną Sukovą (4:6, 1:6). Rok zakończyła na 72 miejscu na świecie.

### Droga do czołówki (1991–1992)
Na początek sezonu wystąpiła w Brisbane. Uległa Łarysie Neiland 1:6, 2:6.
Podczas Australian Open eliminowała kolejno Michelle Jaggard-Lai (6:4, 5:7, 6:4), Claudine Toleafoa (6:0, 6:3), Rosalyn Nideffer (6:4, 6:3). W czwartej rundzie trafiła znowu na swoją siostrę Katerinę Maleewą – przegrała w dwóch krótkich setach do dwóch i do trzech. Awansowała na 51. miejsce.
Od turnieju w Melbourne do kwietnia notowała słabsze występy. W kwietniu doszła do finału w Bol, przegranego w Sandrą Cecchini (4:6, 6:3, 5:7). Zanotowała awans na 33. miejsce.
Do końca roku drugą rundę przeszła jedynie w Mediolanie (przegrała z Mary Joe Fernández. Odpadała w pierwszych i drugich rundach m.in. z Graf, Capriati, siostrą Kateriną, Zina Garrison i Pam Shriver.
Głównie dzięki dobrej pierwszej połowie roku zakończyła sezon na 38 miejscu.
Rok 1992 to rok głębokiej zmiany Magdaleny. W Brisbane dotarła do półfinału. W Australian Open odpadła w pierwszej rundzie.
W Tokio pokonała Brendę Schultz, Jennifer Capriati, Helenę Sukovą, uległa Martinie Navrátilovej 2:6, 2:6. Środek sezonu to nieco słabsza forma Magdaleny. Jednakże w sierpniu sięgnęła po swoje pierwsze turniejowe zwycięstwo. Triumfowała w San Marino. W finale w Federicą Bonsignori wygrała do sześciu i do czterech. Na olimpiadzie w Barcelonie uległa Steffi Graf.
Jej największy wielkoszlemowy sukces to ćwierćfinał US Open 92. W drugiej rundzie wyeliminowała nr 3 – Navrátilovą. W czwartej rundzie uległa swojej siostrze Manueli. W Lipsku uległa Graf w 3. rundzie. W Linzu uległa Navrátilovej, a w Brighton - Tauziat.
Rok zakończyła na 20. miejscu na świecie.

### Pierwsza 10. WTA (1993)
Rok zaczęła od występu w Brisbane. Jako turniejowa 2 w finale uległa rozstawionej z 1. hiszpance Conchicie Martínez 3:6, 4:6.
W Australian Open uległa Niemce Graf 3:6, 3:6 w czwartej rundzie.
W Torayu rozgrywanym w Tokio uległa Pam Shriver 4:6, 3:6 w drugiej rundzie. Japonia nie była dla niej szczęśliwa. Tydzień później jako turniejowa 3. uległa Kimiko Date w trzeciej rundzie w Osace. Mimo to awansowała na 15. miejsce WTA.
Wzięła udział w wielkim turnieju w Indian Wells, gdzie jako nr 3. uległa Helenie Sukovej 1:5, 5:7. W ćwierćfinale w Barcelonie odpadła z Coetzer, musiała kreczować z powodu kontuzji nadgarstka. 30 kwietnia cały świat, nie tylko tenisowy zwrócił oczy na Magdalenę. W trzecie rundzie Citizen Cup walczyła z Monicą Seles. Magdalena przegrała pierwszego seta do czterech. W drugim przełamała Seles i było 3:0 dla Maleewej. Monica jednak wzięła się w garść i wygrała następne 4 gemy. Przerwa po 7 gemie doprowadziła Magdalenę Maleewą do swojego jedynego zwycięstwa nad Seles. Podczas przerwy Seles została zaatakowana przez nożownika – wielbiciela Graf (wcześniej Seles odebrała Graf miejsce liderki WTA). Magdalena, wobec nie kontynuowania przez Seles uczestnictwa w turnieju, awansowała do półfinału, gdzie uległa łatwo Sánchez Vicario do dwóch i do sześciu. Przez swój start w półfinale awansowała na 10. miejsce – najwyższe w dotychczasowej karierze. Prasa nie zostawiła na Magdalenie suchej nitki. Gazety na całym świecie pisały, że powinna była wycofać się z turnieju po ataku na Seles. 
Została rozstawiona z 9 na French Open. W czwartej rundzie uległa Anke Huber w niezwykle zaciętym trzysetowym meczu (6:2, 4:6, 8:6). Miała 7 piłek meczowych – nie wykorzystała ani jednej. Wimbledon zakończyła na trzeciej rundzie. Uległa Yayuk Basuki do czterech i do dwóch. W San Diego doszła do ćwierćfinału. Uległa Conchicie Martínez 3:6, 2:6. W ćwierćfinale w Los Angeles została pokonana przez Lori McNeilw zaciętym meczu 1:6, 7:6(4), 7:5. Na US Open doszła do czwartej rundy, gdzie uległa podobnie jak przed rokiem swojej siostrze, z tym że teraz Katerinie. Do końca roku wystartowała w Lipsku, Zurychu i Mastersie. Przegrywała odpowiednio z Janą Novotną, Martiną Navrátilovą i Anke Huber.

### Gwiazda świeci coraz jaśniej (1994)
Rok 1994 rozpoczęła od startu w Brisbane, osiągnęła półfinał i walkowerem poddała mecz z Florencją Labat. Podczas Australian Open doszła do 4. rundy. Bez straty seta pokonała Sandrę Cacić, Jelenę Lichowcewą i Naoko Sawamatsu. Uległa hiszpance Arantxie Sánchez Vicario 4:6, 6:1, 6:3. W Chicago doszła do półfinału. Kreczowała w meczu z młodą Chandą Rubin, jednakże wcześniej odniosła swoje drugie i ostatnie zwycięstwo nad Martiną Navrátilovą (6:4, 6:3).

## Historia występów wielkoszlemowych
Legenda
     W, wygrany turniej
     F, przegrana w finale
     SF, przegrana w półfinale
     QF, przegrana w ćwierćfinale
     xR, przegrana w x rundzie
      A, brak startu
     NH, turniej się nie odbył

### Występy w grze pojedynczej
| Australian Open        | A   | Q2 | 4R | 1R | 4R | 4R | 1R | A  | A  | 1R  | A  | 1R | 1R | 4R | 3R | 2R | 3R | 0 / 12 | 17 – 12 |  |  |  |  |  |  |  |  |  |  |  |  |  |  |  |  |  |  |
| French Open            | Q1  | 3R | 1R | 3R | 4R | 1R | 2R | 4R | 1R | A   | 1R | 3R | 1R | 1R | 4R | 4R | 2R | 0 / 15 | 20 – 15 |  |  |  |  |  |  |  |  |  |  |  |  |  |  |  |  |  |  |
| Wimbledon              | A   | 2R | 1R | 1R | 3R | 2R | A  | 2R | 3R | A   | A  | 2R | 4R | 4R | 2R | 4R | 4R | 0 / 13 | 21 – 13 |  |  |  |  |  |  |  |  |  |  |  |  |  |  |  |  |  |  |
| US Open                | Q1  | 1R | 2R | QF | 4R | 4R | 2R | 1R | 3R | A   | A  | 2R | 2R | 3R | 1R | 2R | 2R | 0 / 14 | 20 – 14 |  |  |  |  |  |  |  |  |  |  |  |  |  |  |  |  |  |  |
|                        |     |    |    |    |    |    |    |    |    |     |    |    |    |    |    |    |    |        |         |  |  |  |  |  |  |  |  |  |  |  |  |  |  |  |  |  |  |
| Ranking na koniec roku | 216 | 73 | 38 | 20 | 16 | 11 | 6  | 19 | 36 | 115 | 89 | 22 | 16 | 14 | 30 | 25 | 52 | 0 / 54 | 78 – 54 |  |  |  |  |  |  |  |  |  |  |  |  |  |  |  |  |  |  |

### Występy w grze podwójnej
| Australian Open        | A   | A  | 1R | 3R  | 2R | A   | 1R  | A | A   | A   | A   | A   | 3R | 2R | 1R | 3R | A  | 0 / 8  | 8 – 8   |  |  |  |  |  |  |  |  |  |  |  |  |  |  |  |  |  |  |
| French Open            | A   | A  | 1R | 1R  | 3R | 1R  | A   | A | A   | A   | A   | A   | 2R | A  | 1R | 1R | A  | 0 / 7  | 3 – 7   |  |  |  |  |  |  |  |  |  |  |  |  |  |  |  |  |  |  |
| Wimbledon              | A   | A  | 1R | 1R  | 3R | 1R  | A   | A | A   | A   | A   | A   | 1R | A  | 3R | A  | A  | 0 / 6  | 4 – 6   |  |  |  |  |  |  |  |  |  |  |  |  |  |  |  |  |  |  |
| US Open                | A   | 1R | 1R | 1R  | 1R | 2R  | A   | A | A   | A   | A   | 1R  | 1R | A  | QF | A  | 2R | 0 / 9  | 5 – 9   |  |  |  |  |  |  |  |  |  |  |  |  |  |  |  |  |  |  |
|                        |     |    |    |     |    |     |     |   |     |     |     |     |    |    |    |    |    |        |         |  |  |  |  |  |  |  |  |  |  |  |  |  |  |  |  |  |  |
| Ranking na koniec roku | 576 | 83 | 97 | 101 | 35 | 131 | 824 | - | 363 | 892 | 340 | 129 | 92 | 54 | 14 | 51 | 92 | 0 / 30 | 20 – 30 |  |  |  |  |  |  |  |  |  |  |  |  |  |  |  |  |  |  |

### Występy w grze mieszanej
| Australian Open | A | A | A | A  | A | A | A | A | A | A | A | A | A  | A | A | A | A  | 0 / 0 | 0 – 0 |  |  |  |  |  |  |  |  |  |  |
| French Open     | A | A | A | 2R | A | A | A | A | A | A | A | A | 1R | A | A | A | A  | 0 / 2 | 1 – 2 |  |  |  |  |  |  |  |  |  |  |
| Wimbledon       | A | A | A | A  | A | A | A | A | A | A | A | A | A  | A | A | A | 1R | 0 / 1 | 0 – 1 |  |  |  |  |  |  |  |  |  |  |
| US Open         | A | A | A | A  | A | A | A | A | A | A | A | A | A  | A | A | A | A  | 0 / 0 | 0 – 0 |  |  |  |  |  |  |  |  |  |  |
|                 |   |   |   |    |   |   |   |   |   |   |   |   |    |   |   |   |    |       |       |  |  |  |  |  |  |  |  |  |  |
|                 |   |   |   |    |   |   |   |   |   |   |   |   |    |   |   |   |    | 0 / 3 | 1 – 3 |  |  |  |  |  |  |  |  |  |  |

## Finały turniejów WTA
| Legenda                | Legenda |
| ---------------------- | ------- |
| Wielki Szlem           |         |
| Igrzyska olimpijskie   |         |
| WTA Tour Championships |         |
| 1988 – 2008            |         |
| Kategoria I            |         |
| Kategoria II           |         |
| Kategoria III          |         |
| Kategoria IV           |         |
| Kategoria V            |         |

### Gra pojedyncza 21 (10–11)
| Końcowy wynik | Nr  | Data                 | Turniej     | Nawierzchnia    | Przeciwniczka           | Wynik finału     |
| ------------- | --- | -------------------- | ----------- | --------------- | ----------------------- | ---------------- |
| Finalistka    | 1.  | 28 kwietnia 1991     | Bol         | Ceglana         | Sandra Cecchini         | 4:6, 6:3, 5:7    |
| Zwyciężczyni  | 1.  | 26 lipca 1992        | San Marino  | Ceglana         | Federica Bonsignori     | 7:6(3), 6:4      |
| Finalistka    | 2.  | 10 stycznia 1993     | Brisbane    | Twarda          | Conchita Martínez       | 3:6, 4:6         |
| Zwyciężczyni  | 2.  | 25 września 1994     | Moskwa      | Dywanowa (hala) | Sandra Cecchini         | 7:5, 6:1         |
| Zwyciężczyni  | 3.  | 9 października 1994  | Zurych      | Dywanowa (hala( | Natalla Zwierawa        | 7:5, 3:6, 6:4    |
| Zwyciężczyni  | 4.  | 12 lutego 1995       | Chicago     | Dywanowa (hala) | Lisa Raymond            | 7:5, 7:6(2)      |
| Finalistka    | 3.  | 2 kwietnia 1995      | Hilton Head | Ceglana         | Conchita Martínez       | 1:6, 1:6         |
| Finalistka    | 4.  | 21 maja 1995         | Berlin      | Ceglana         | Arantxa Sánchez Vicario | 6:4, 6:1         |
| Zwyciężczyni  | 5.  | 23 września 1995     | Moskwa      | Dywanowa (hala) | Jelena Makarowa         | 6:4, 6:2         |
| Finalistka    | 5.  | 1 października 1995  | Lipsk       | Dywanowa (hala) | Anke Huber              | walkower         |
| Zwyciężczyni  | 6.  | 4 listopada 1995     | Oakland     | Dywanowa (hala) | Ai Sugiyama             | 6:3, 6:4         |
| Finalistka    | 6.  | 25 maja 1996         | Madryt      | Ceglana         | Jana Novotná            | 6:4, 4:6, 3:6    |
| Zwyciężczyni  | 7.  | 20 listopada 1999    | Pattaya     | Twarda          | Anne Kremer             | 4:6, 6:1, 6:2    |
| Finalistka    | 7.  | 1 października 2000  | Luksemburg  | Dywanowa (hala) | Jennifer Capriati       | 6:4, 1:6, 4:6    |
| Finalistka    | 8.  | 12 lutego 2001       | Nicea       | Twarda (hala)   | Amélie Mauresmo         | 2:6, 0:6         |
| Zwyciężczyni  | 8.  | 22 kwietnia 2001     | Budapeszt   | Ceglana         | Anne Kremer             | 3:6, 6:2, 6:4    |
| Finalistka    | 9.  | 23 września 2001     | Lipsk       | Dywanowa (hala) | Kim Clijsters           | 1:6, 1:6         |
| Zwyciężczyni  | 9.  | 6 października 2002  | Moskwa      | Dywanowa (hala) | Lindsay Davenport       | 5:7, 6:3, 7:6(4) |
| Finalistka    | 10. | 27 października 2002 | Luksemburg  | Twarda (hala)   | Kim Clijsters           | 1:6, 2:6         |
| Zwyciężczyni  | 10. | 15 czerwca 2003      | Birmingham  | Trawiasta       | Shinobu Asagoe          | 6:1, 6:4         |
| Finalistka    | 11. | 9 lutego 2004        | Tokio       | Dywanowa (hala) | Lindsay Davenport       | 4:6, 1:6         |

## Występy w Turnieju Mistrzyń

### W grze pojedynczej
| Rok  | Rezultat    | Rywalka                 | Wynik            |
| 1993 | I runda     | Anke Huber              | 4:6, 6:1, 7:6(5) |
| 1995 | I runda     | Brenda Schultz-McCarthy | 2:6, 6:7(4)      |
| 2001 | I runda     | Jennifer Capriati       | 6:2, 3:6, 3:6    |
| 2002 | Ćwierćfinał | Jennifer Capriati       | 2:6, 6:4, 1:6    |

## Występy w igrzyskach olimpijskich

### Gra pojedyncza
| Runda                                                                            | Przeciwniczka                 | Wynik         |  |
| -------------------------------------------------------------------------------- | ----------------------------- | ------------- |  |
|                                                                                  |                               |               |  |
| Letnie Igrzyska Olimpijskie w Barcelonie 1992, reprezentując państwo Bułgaria    |                               |               |  |
| I runda                                                                          | Szwajcaria: Emanuela Zardo    | 6:2, 6:4      |  |
| II runda                                                                         | Japonia: Kimiko Date [14]     | 6:2, 6:4      |  |
| III runda                                                                        | Niemcy: Steffi Graf [1]       | 3:6, 4:6      |  |
|                                                                                  |                               |               |  |
| Letnie Igrzyska Olimpijskie w Atlancie 1996, reprezentując państwo Bułgaria [10] |                               |               |  |
| I runda                                                                          | Australia: Rennae Stubbs [WC] | 6:2, 6:1      |  |
| II runda                                                                         | Argentyna: Florencia Labat    | 7:6(7), 6:1   |  |
| III runda                                                                        | Japonia: Kimiko Date [8]      | 4:6, 4:6      |  |
|                                                                                  |                               |               |  |
| Letnie Igrzyska Olimpijskie w Atenach 2004, reprezentując państwo Bułgaria [15]  |                               |               |  |
| I runda                                                                          | Czechy: Klára Koukalová       | 6:1, 6:4      |  |
| II runda                                                                         | Grecja: Eleni Daniilidu       | 6:2, 4:6, 4:6 |  |

### Gra podwójna
| Runda                                                                         | Partnerka             | Przeciwniczki                           | Wynik            |
| ----------------------------------------------------------------------------- | --------------------- | --------------------------------------- | ---------------- |
|                                                                               |                       |                                         |                  |
| Letnie Igrzyska Olimpijskie w Barcelonie 1992, reprezentując państwo Bułgaria |                       |                                         |                  |
| I runda                                                                       | Katerina Maleewa      | WNP: Leila Meschi, Natalla Zwierawa [4] | walkower         |
|                                                                               |                       |                                         |                  |
| Letnie Igrzyska Olimpijskie w Atlancie 1996, reprezentując państwo Bułgaria   |                       |                                         |                  |
| I runda                                                                       | Katerina Maleewa [WC] | Wielka Brytania: Valda Lake, Clare Wood | 6:3, 6:7(8), 3:6 |